# Irina Hazova
Irina Hazova (n. 20 martie 1984, Arzamas-16, RSFS Rusă, URSS) este o schioară de fond rusă, medaliată olimpică. A participat la 2 ediții ale Jocurilor Olimpice (2010, 2014) în care a câștigat o medalie de bronz.